# Karim Belhocine
Karim Belhocine (ur. 2 kwietnia 1978 w Vénissieux) – francuski piłkarz pochodzenia algierskiego grający na pozycji środkowego obrońcy, a po zakończeniu kariery trener piłkarski.

## Kariera klubowa
Swoją piłkarską karierę Belhocine rozpoczynał w juniorach takich klubów jak: AS Saint-Priest (1995-1998) i FC Vaulx-en-Velin (1998-2001). W sezonie 2001/2002 grał w portugalskim drugoligowcu, SC Espinho. Następnie grał w czwartoligowych francuskich klubach US Forbach (2002-2003) i Trélissac FC (2003-2005).
Latem 2005 Belhocine został zawodnikiem belgijskiego drugoligowego RE Virton. Swój debiut w nim zaliczył 31 sierpnia 2005 w przegranym 1:2 wyjazdowym meczu z KV Kortrijk. W RE Virton spędził trzy sezony.
W 2008 roku Belhocine przeszedł do KV Kortrijk. Zadebiutował w nim 16 sierpnia 2008 w zremisowanym 2:2 wyjazdowym meczu z KSV Roeselare. W Kotrijk grał przez trzy lata.
Latem 2011 Belhocine został piłkarzem Standardu Liège. Swój debiut w nim zanotował 21 sierpnia 2011 w zwycięskim 3:1 domowym meczu z KV Kotrijk. Zawodnikiem Standardu był przez rok.
W 2012 roku Belhocine przeszedł do Waasland-Beveren. Zadebiutował w nim 28 lipca 2012 w przegranym 1:3 wyjazdowym spotkaniu z Club Brugge. W Waasland-Beveren grał do końca sezonu 2013/2014.
Latem 2014 Belhocine został piłkarzem KAA Gent, w którym swój debiut zaliczył 26 lipca 2014 w zremisowanym 0:0 wyjazdowym meczu z Cercle Brugge. W sezonie 2014/2015 wywalczył z Gent pierwszy w historii klubu tytuł mistrza Belgii, a po sezonie zakończył karierę.
| Sezon   | Klub             | Kraj       | Rozgrywki     | Mecze | Gole |
| ------- | ---------------- | ---------- | ------------- | ----- | ---- |
| 2001/02 | SC Espinho       | Portugalia | Segunda Liga  | 4     | 0    |
| 2002/03 | US Forbach       | Francja    | CFA           | 20    | 5    |
| 2003/04 | Trélissac FC     | Francja    | CFA           | ?     | ?    |
| 2004/05 | Trélissac FC     | Francja    | CFA           | ?     | ?    |
| 2005/06 | RE Virton        | Belgia     | Tweede klasse | 27    | 1    |
| 2006/07 | RE Virton        | Belgia     | Tweede klasse | 16    | 3    |
| 2007/08 | RE Virton        | Belgia     | Tweede klasse | 32    | 6    |
| 2008/09 | KV Kortrijk      | Belgia     | Eerste klasse | 28    | 1    |
| 2009/10 | KV Kortrijk      | Belgia     | Eerste klasse | 21    | 2    |
| 2010/11 | KV Kortrijk      | Belgia     | Eerste klasse | 29    | 1    |
| 2011/12 | Standard Liège   | Belgia     | Eerste klasse | 11    | 0    |
| 2012/13 | Waasland-Beveren | Belgia     | Eerste klasse | 24    | 0    |
| 2013/14 | Waasland-Beveren | Belgia     | Eerste klasse | 20    | 1    |
| 2014/15 | KAA Gent         | Belgia     | Eerste klasse | 7     | 0    |

## Kariera trenerska
Po zakończeniu kariery piłkarskiej Belhocine został trenerem. W latach 2015–2016 był asystentem Johana Walema w KV Kortrijk. Następnie w latach 2016–2017 trzykrotnie krótko był samodzielnym trenerem Kortrijk. W latach 2017–2019 pracował w Anderlechcie, gdzie pełnił rolę asystenta oraz dwukrotnie tymczasowego pierwszego trenera. W latach 2019–2021 prowadził Royal Charleroi, a 12 października 2021 ponownie został trenerem Kortrijk.